# Bosmina
Bosmina ist eine Gattung in der Ordnung Onychura, der Krallenschwänze. Seine Mitglieder können von denen von Bosminopsis (der einzigen anderen Gattung in der Familie Bosminidae) durch die Trennung der Antennen unterschieden werden ; Bei Bosminopsis sind die Antennen an ihren Basen verwachsen.
Bosmina sind Filtrierer, die Algen und Protozoen mit einer Länge von etwa 1–3 μm verbrauchen. Es ist bekannt, dass Bosmina einen doppelten Fütterungsmechanismus hat. Sie können das Wasser mit ihrem zweiten und dritten Bein filtern und das erste Bein greift nach den Partikeln. Das zweite und dritte Bein haben kleine Setuli, die an der Seta angebracht sind, um eine netzartige Struktur zum Filtern herzustellen.

## Artenliste
- Bosmina affinis
- Bosmina arctica
- Bosmina berolinensis
- Bosmina bohemica
- Bosmina brevirostris
- Bosmina cederstroemi
- Bosmina chilensis
- Bosmina coregoni
- Bosmina crassicornis
- Bosmina curvirostris
- Bosmina diaphana
- Bosmina fatalis
- Bosmina freyi
- Bosmina gibbera
- Bosmina globosa
- Bosmina hagmanni
- Bosmina humilis
- Bosmina insignis
- Bosmina lacustris
- Bosmina liederi
- Bosmina lilljeborgi
- Bosmina lilljeborgii
- Bosmina longicornis
- Bosmina longirostris
- Bosmina meridionalis
- Bosmina microps
- Bosmina mixta
- Bosmina obtusirostris
- Bosmina procumbens
- Bosmina stuhlmanni
- Bosmina thersites